# ریچ، کمبریج‌شر
ریچ (به انگلیسی: Reach) یک محله مدنی و روستا در بریتانیا است که در کمبریج‌شر شرقی واقع شده‌است. ریچ ۳۵۸ نفر جمعیت دارد.